# Rover Company
The Rover Company Limited foi uma fabricante de automóveis inglesa. Em 1948 a Rover cria a Land Rover para produzir veículos utilitários. Em 1994, foi comprada pela BMW. Em 2000, a BMW divide o grupo Rover em três: Mini (onde a BMW continuou sendo proprietária), Land Rover (foi vendida para a Ford), MG e Rover (foram vendidas para a Phoenix Venture Holdins que e deram início ao MG Rover Group.
Mais tarde, a marca Rover foi vendida para a Ford. Desde 2008 a Rover é de propriedade da indiana Tata Motors.